# Moho (zoologia)
Moho Lesson, 1830 è un genere estinto di uccelli passeriformi della famiglia Mohoidae.

## Etimologia

Moho apicalis

Il nome scientifico del genere, Moho, deriva dal loro nome in lingua hawaiana, ʻōʻō.

## Descrizione
Si trattava di uccelli di medie dimensioni (20–32 cm), dall'aspetto robusto ma slanciato, con piccola testa arrotondata, becco sottile, lungo e lievemente ricurvo, zampe lunghe e forti e coda generalmente lunga e con penne centrali allungate.

Il piumaggio era nero lucido in quasi tutte le specie, con penne della coda orlate di bianco e presenza di giallo su sottocoda, ali (dove erano presenti ciuffi di penne erettili similmente agli uccelli del paradiso del genere Epimachus) e in una specie (il moho di Molokai) anche ai lati della testa: il moho di Kauai era invece di colore bruno-nerastro con coda corta e giallo solo sul sottocoda. Nonostante la colorazione vivace, nei moho il dimorfismo sessuale era poco evidente.
Questi uccelli erano caratterizzati da alcuni adattamenti morfologici correlati alla dieta nettarivora: oltre alla conformazione del becco e delle zampe, infatti, essi presentavano lingua ruvida ed allungata e una parziale copertura delle narici per evitare l'inalazione del polline.

## Biologia

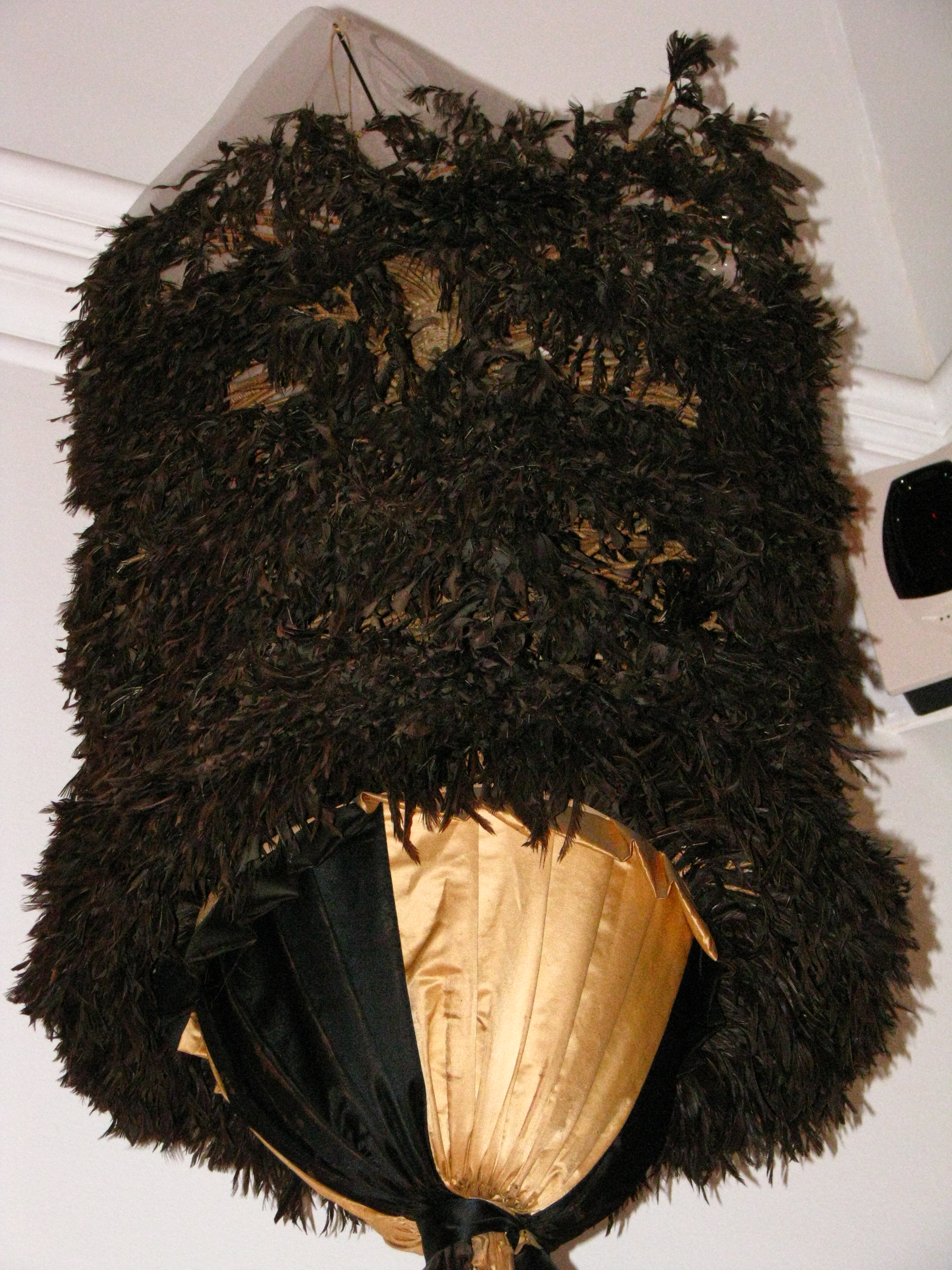
Kahili reale con oltre 6000 penne caudali di moho.

Si trattava di uccelli diurni, che vivevano in coppie: si conosce molto poco circa le loro abitudini, in quanto essi sono stati molto poco studiati prima della loro estinzione.

I richiami di questi uccelli erano fischianti e melodiosi, caratterizzati dalla ripetizione di un verso oh-oh dall'onomatopea del quale derivano sia il nome comune che il nome scientifico di questi uccelli.
La loro dieta era essenzialmente nettarivora, comprendendo inoltre piccoli invertebrati e probabilmente anche bacche.
Come i Drepanidini, anche i moho erano considerati «uccelli dei re», e con le loro piume venivano confezionati preziosi mantelli colorati (ʻahu ʻula) per gli aliʻi (nobiltà locale): tale richiesta di piume, unitamente alla distruzione dell'habitat ed alle malattie giunte nell'arcipelago con le specie introdotte, fu alla base dell'estinzione di questi uccelli nell'arco di meno di un secolo e mezzo.

## Distribuzione
Le varie specie di moho abitavano ciascuna un'isola dell'arcipelago delle Hawaii, dove vivevano in allopatria: il loro habitat era rappresentato dalla foresta pluviale montana.

## Tassonomia

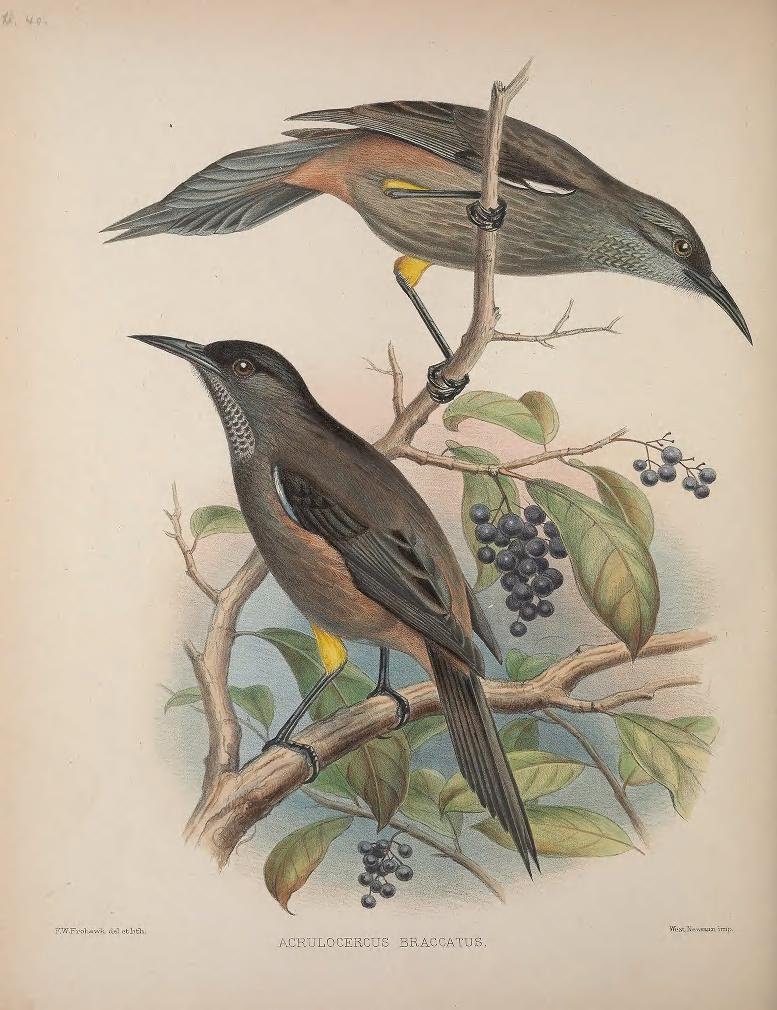
M. braccatus.

Al genere vengono ascritte quattro specie, tutte estinte:
Genere Moho
- Moho braccatus Cassin, 1855 - moho di Kauai †
- Moho apicalis Gould, 1861 - moho di Oahu †
- Moho bishopi (Rothschild, 1893) - Moho di Molokai †
- Moho nobilis (Merrem, 1786) - moho di Hawaii †

I resti ascrivibili al genere rinvenuti a Maui (generalmente ritenuti appartenenti al moho di Molokai) sono secondo alcuni di una quinta specie.
La sistematica del genere è sempre stata travagliata: inizialmente classificati fra i Meliphagidae (coi quali condividono numerose caratteristiche morfologiche, frutto di convergenza evolutiva) o fra i Drepanidini (anche qui è presente grande somiglianza con le due specie di mamo, frutto anch'essa di convergenza evolutiva), in seguito alle analisi del DNA questi uccelli (assieme all'affine kioea) sono risultati inaspettatamente affini ai beccofrusoni, coi quali, oltre che con altre specie affini, condividono la superfamiglia d'appartenenza, i Bombycilloidea.